# 86195 Cireglio
86195 Cireglio è un asteroide della fascia principale. Scoperto nel 1999, presenta un'orbita caratterizzata da un semiasse maggiore pari a 3,165840 UA e da un'eccentricità di 0,185280, inclinata di 6,025927° rispetto all'eclittica. Ha un diametro di 6,814 km.
È dedicato alla località di Cireglio, in provincia di Pistoia, dove ha sede la Scuola Elementare P. Petrocchi. La scuola è stata la vincitrice del concorso ESA Kids Space Gallery 2020, nella categoria asteroidi.